# Blanka Isielonis
Blanka Isielonis (ur. 22 maja 1978 w Krakowie) – polska snowboardzistka, olimpijka. Startowała na igrzyskach w Turynie. W slalomie gigancie równoległym zajęła 27. miejsce. Jej najlepszym wynikiem na mistrzostwach świata było 21. miejsce w gigancie równoległym mistrzostwach w Kreischbergu. Najlepsze wyniki w Pucharze Świata osiągnęła w sezonie 1999/2000, kiedy to zajęła 85. miejsce w klasyfikacji generalnej.

## Sukcesy

### Igrzyska olimpijskie
| Miejsce | Dzień     | Rok  | Miejscowość | Konkurencja       | Zwycięzca     |
| ------- | --------- | ---- | ----------- | ----------------- | ------------- |
| 27.     | 23 lutego | 2006 | Turyn       | Gigant równoległy | Daniela Meuli |

### Mistrzostwa Świata
| Miejsce | Dzień       | Rok  | Miejscowość          | Konkurencja       | Zwycięzca        |
| ------- | ----------- | ---- | -------------------- | ----------------- | ---------------- |
| 38.     | 14 stycznia | 1999 | Berchtesgaden        | Gigant równoległy | Isabelle Blanc   |
| 45.     | 15 stycznia | 1999 | Berchtesgaden        | Slalom równoległy | Marion Posch     |
| 24.     | 17 stycznia | 1999 | Berchtesgaden        | Snowboardcross    | Julie Pomagalski |
| DNF     | 23 stycznia | 2001 | Madonna di Campiglio | Gigant            | Karine Ruby      |
| 31.     | 24 stycznia | 2001 | Madonna di Campiglio | Gigant równoległy | Ursula Bruhin    |
| DNF     | 26 stycznia | 2001 | Madonna di Campiglio | Slalom równoległy | Karine Ruby      |
| DNS     | 28 stycznia | 2001 | Madonna di Campiglio | Snowboardcross    | Karine Ruby      |
| 21.     | 13 stycznia | 2003 | Kreischberg          | Gigant równoległy | Ursula Bruhin    |
| DNF     | 15 stycznia | 2003 | Kreischberg          | Slalom równoległy | Isabelle Blanc   |
| DNF     | 18 stycznia | 2005 | Whistler             | Gigant równoległy | Manuela Riegler  |
| 27.     | 19 stycznia | 2005 | Whistler             | Slalom równoległy | Daniela Meuli    |

### Puchar Świata

#### Miejsca w klasyfikacji generalnej
- 1998/1999 – 127.
- 1999/2000 – 85.
- 2000/2001 – -
- 2001/2002 – -
- 2002/2003 – -
- 2003/2004 – -
- 2004/2005 – -
- 2005/2006 – 99.

#### Miejsca na podium
Isielonis nigdy nie stawała na podium zawodów PŚ.